# Suazi na Zimowych Igrzyskach Olimpijskich 1992
Suazi na Zimowych Igrzyskach Olimpijskich 1992 reprezentował jeden zawodnik, Keith Fraser, który wystartował w narciarstwie alpejskim.
Był to pierwszy start Suazi na zimowych igrzyskach olimpijskich.

## Narciarstwo alpejskie
Mężczyźni
- Keith Fraser
  - slalom – nie ukończył
  - slalom gigant – 63. miejsce
  - super gigant – 79. miejsce